# The Old Curiosity Shop
The Old Curiosity Shop er en amerikansk stumfilm fra 1911 af Barry O'Neil.

## Medvirkende
- Frank Hall Crane.
- Marie Eline som Nell.
- Harry Benham.
- Marguerite Snow.
- Alphonse Ethier.